# Oratorio di San Sebastiano (Montopoli in Val d'Arno)

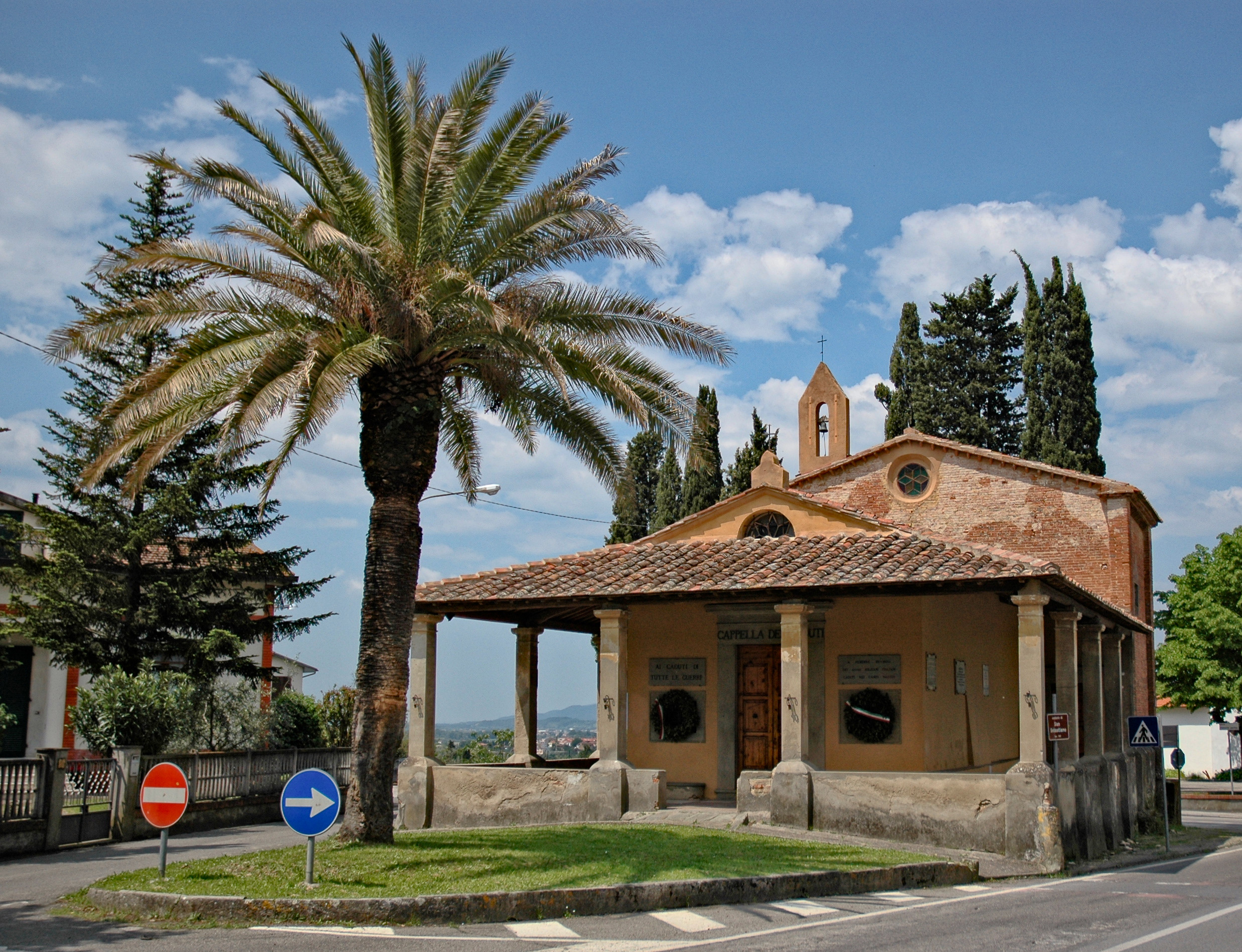
Oratorio di San Sebastiano a Montopoli

L'oratorio di San Sebastiano si trova a Montopoli in Val d'Arno.

## Storia e descrizione
L'edificio di San Sebastiano fu edificato come oratorio prima e poi chiesa a partire dal 1506 a spese del Comune di Montopoli, sul luogo dove si trovava una soggetta che conteneva un'immagine della Madonna. 
Nel 1593 se ne deliberò l'ampliamento mediante l'approvazione di un progetto presentato dal capomastro Lorenzo Langeri, a correzione di un disegno precedente non accettato. 
Nel 1640 l'oratorio fu affidato ai membri della Congregazione della Morte, allo scopo di garantire la sorveglianza e cura del cimitero che, a partire dagli inizi del XVII secolo, era stato costruito sul terreno dietro l'edificio per la sepoltura dei morti di peste. La loggia che circonda l'edificio fu costruita nel 1603, ma fu completamente ristrutturata nel 1666, contemporaneamente all'edificazione degli altari della chiesa. Nel 1837 il Comune cedette il patronato dell'oratorio ai fratelli Cesare e Tito Toscanelli, che provvidero a restaurarla. 
Attualmente l'edificio è adibito anche a cappella dei Caduti di guerra, contiene numerose lastre sepolcrali e viene anche utilizzato per manifestazioni culturali.